# Sur coup
Sur coup – w brydżu manewr obrońcy polegający na powstrzymaniu się od nadbitki przez co obrońca zystuje dodatkową lewę lub lewy na trzymane w ręce atuty.
|   |              | ♠     | 10 x x |   |              |
| ♥ | x x x        |       |        |   |              |
| ♦ | W x x x x    |       |        |   |              |
| ♣ | x x          |       |        |   |              |
| ♠ | x x x x      | NW ES | NW ES  | ♠ | A x x        |
| ♥ | A D 9        | NW ES | NW ES  | ♥ | x            |
| ♦ | x            | NW ES | NW ES  | ♦ | A K D 10 9 x |
| ♣ | x x x x x    | NW ES | NW ES  | ♣ | W x x        |
|   |              | ♠     | K D W  |   |              |
| ♥ | K W 10 x x x |       |        |   |              |
| ♦ | x            |       |        |   |              |
| ♣ | A K D        |       |        |   |              |

Gracz S rozgrywa 3 kier po wiście bloktą karo.  E bierze pierwszą lewę damą i kontynuuje asem, rozgrywający przebija dziesiątką atu, a gracz W powstrzymuje się od nadbitki zrzucając kartę w kolorze bocznym zyskując za to lewę atutową.